# Antoine Vestier
Antoine Vestier (Avallon, 27 aprile 1740 – Parigi, 24 dicembre 1824) è stato un pittore francese.

## Biografia
Nato in una famiglia di commercianti di Avallon originari di Troyes, Antoine Vestier mostrò fin da giovane un talento per il disegno e la pittura così considerevole che attirò l'attenzione di un notabile locale, il Conte di Chastellux. Grazie a lui poté lasciare la natia Borgogna e trasferirsi a Parigi, dove studiò sotto la guida di Jean-Baptiste Pierre.
I resoconti della famiglia raccontano di viaggi in Inghilterra e nei Paesi Bassi. Fu lì che conobbe Antoine Révérand, maestro smaltatore e socio del pittore Henri-Pierre Danloux, di cui sposò la figlia Marie-Anne (1740-1831) il 30 aprile 1764. Durante questo periodo, frequentò l'Accademia Reale di Pittura e Scultura. Dopo la morte del suocero, si descrisse nei certificati di nascita dei figli come pittore e smaltatore.
Miniaturista ed eccellente ritrattista, espose le sue opere al "Salon de la Correspondance" prima di essere ammesso all'Académie royale di peinture il 30 aprile 1785. Dovette presentare all'Accademia i ritratti di due dei suoi futuri colleghi, Doyen e Brenet. Dopo aver presentato questi ritratti, fu ammesso all'Académie il 30 settembre 1786 e divenne peintre du roi.
Come molti artisti, visse nel palazzo del Louvre prima della Rivoluzione e fu vicino di casa del pittore Jacques-Louis David.
Nel 1770, il suo collega François-André Vincent lo ritrasse con in mano un bouquet di fiori.
Era padre della pittrice Marie-Nicole Vestier (moglie del miniaturista François Dumont) e dell'architetto Nicolas Jacques Antoine Vestier, nonché nonno degli architetti Archimède Vestier e Phidias Vestier.

## Opere nelle collezioni pubbliche
- Amiens, museo della Piccardia: Ritratto di Jean-Louis Baudelocque
- Digione, museo delle belle arti: Ritratto di un cavaliere dell'ordine di Malta con in mano il ritratto del balivo di Hautefeuille, commendatore dell'Ordine, 1788, olio su tela, 102 × 83,5 cm.
- Parigi:
  - biblioteca-museo dell'Opéra: Ritratto di François-Joseph Gossec, 1791.
  - museo Carnavalet: Ritratto del cavaliere di Latude.
  - museo del Louvre:
    - Ritratto del pittore Gabriel-François Doyen, 1786, morceau de réception all'Accademia reale;
    - Ritratto del pittore Nicolas Guy Brenet, 1786.
- Seneffe, castello di Seneffe: Ritratto di Isabelle Depestre, 1785 circa.
- Tours, museo delle belle arti: Ritratto del fuciliere Jean Thurel, 1788.
- Versailles, museo di storia della Francia: Ritratto di Jean-Henri Riesener, 1786.

## Galleria d'immagini

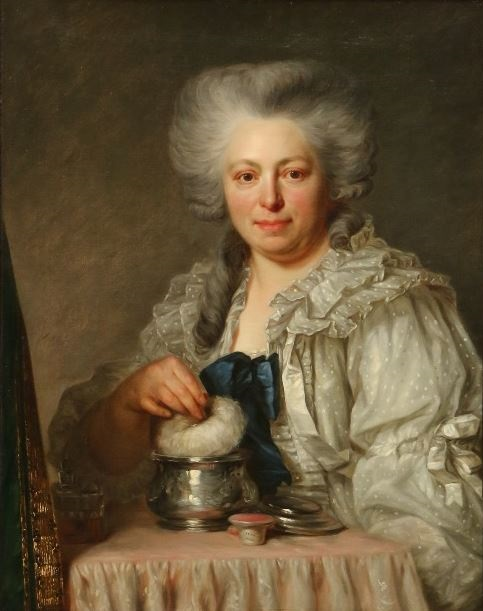
Ritratto di Isabelle Depestre (1785 circa), Castello di Seneffe
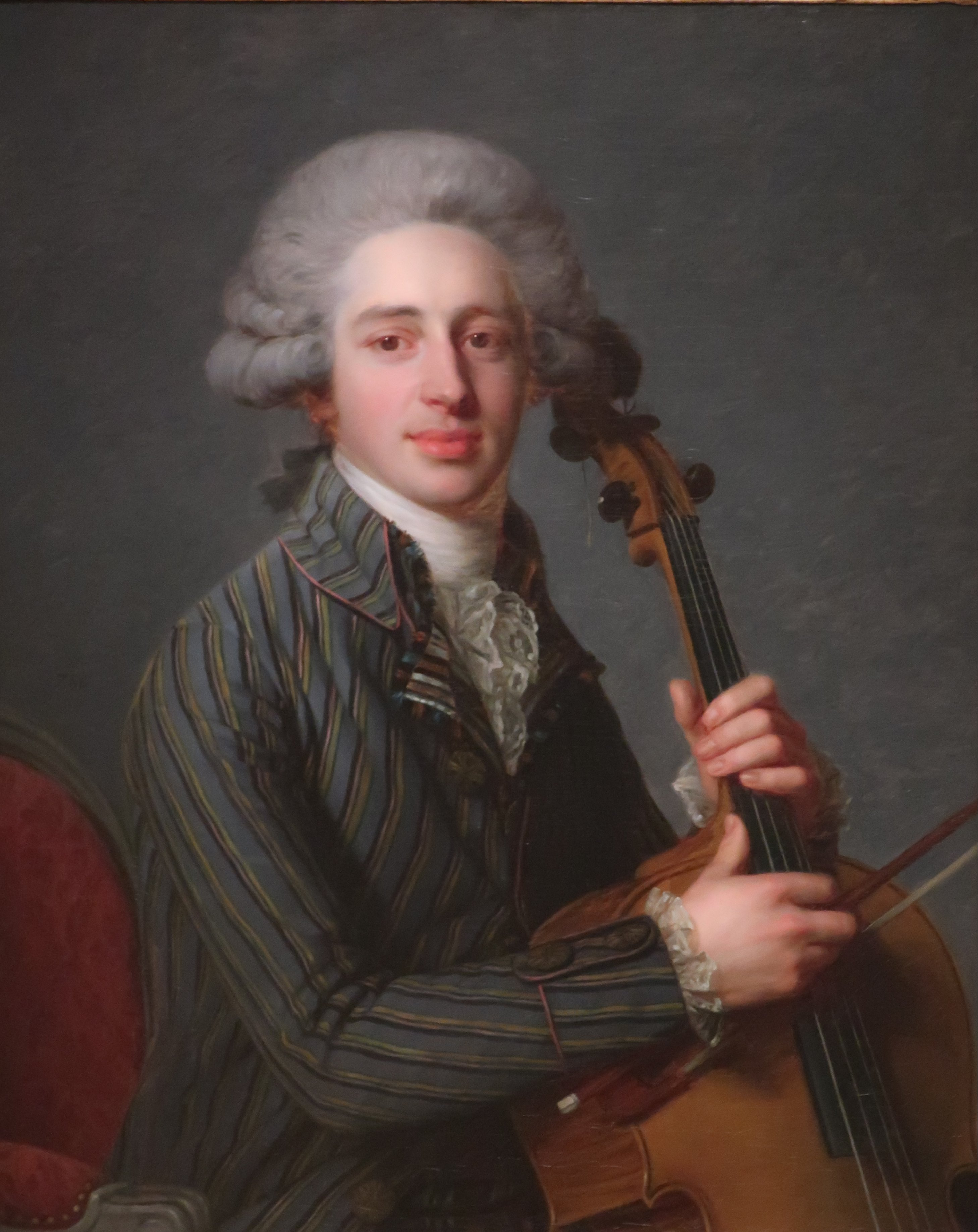
Un violoncellista (1788), Phoenix, Phoenix Art Museum
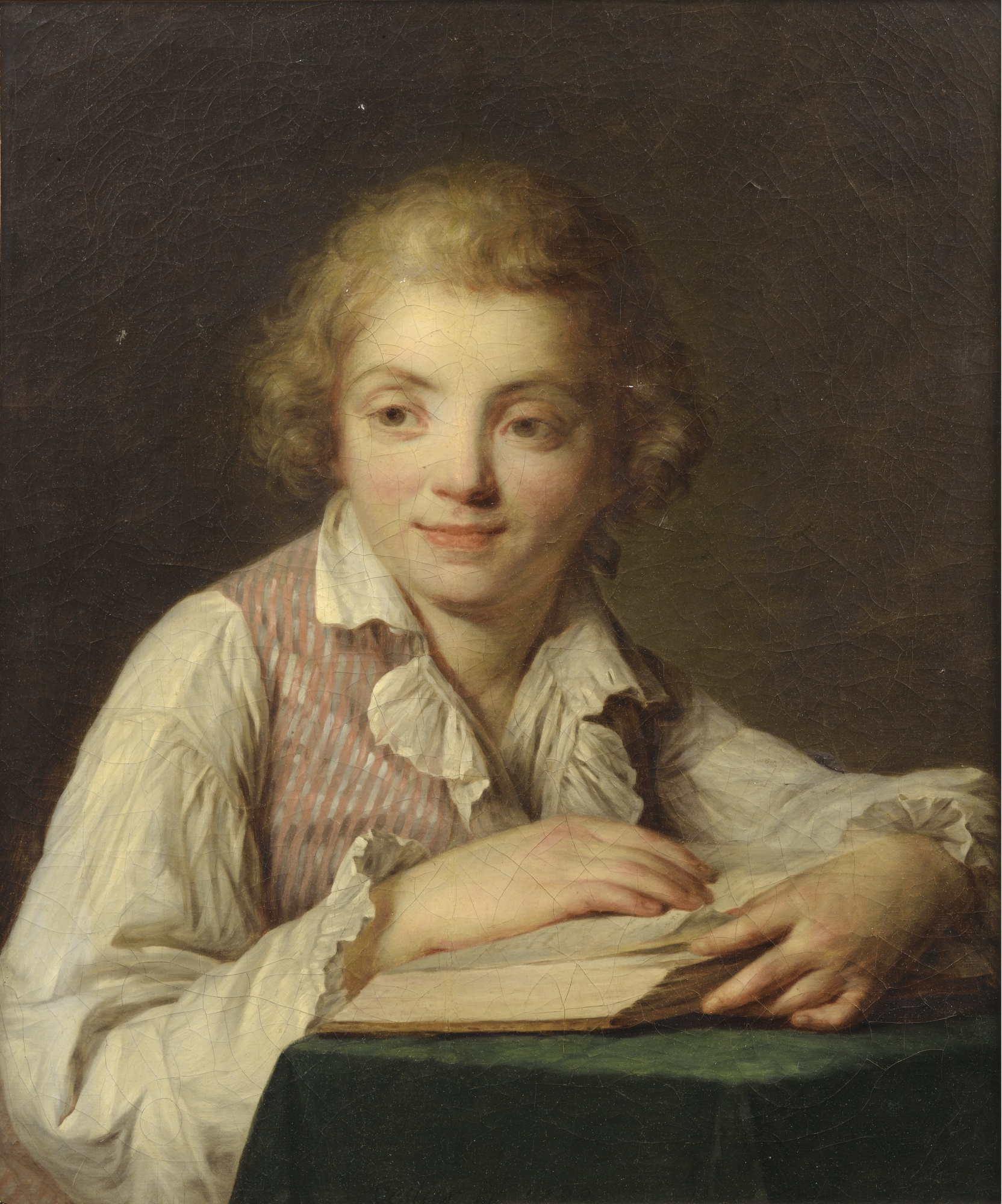
Ritratto postumo di Jean-René Vestier (1788), locazione ignota
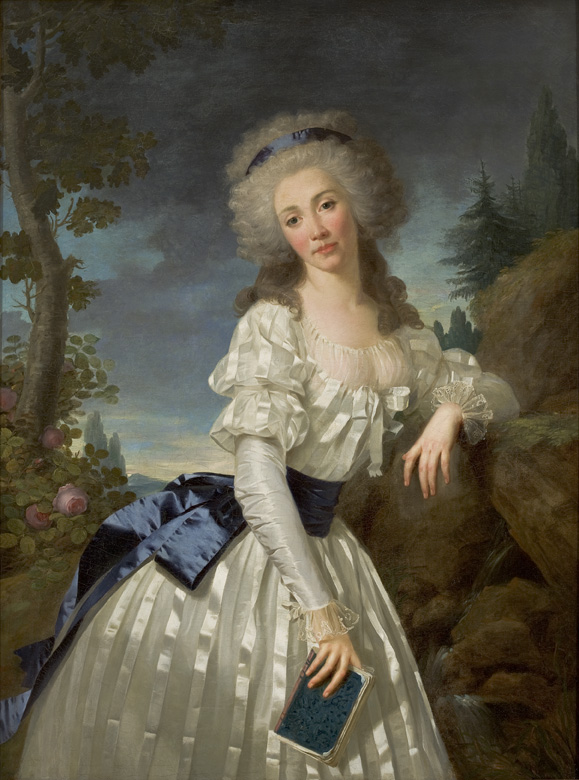
Ritratto di dama con libro presso un fontana, San Paolo, Museo d'arte di San Paolo
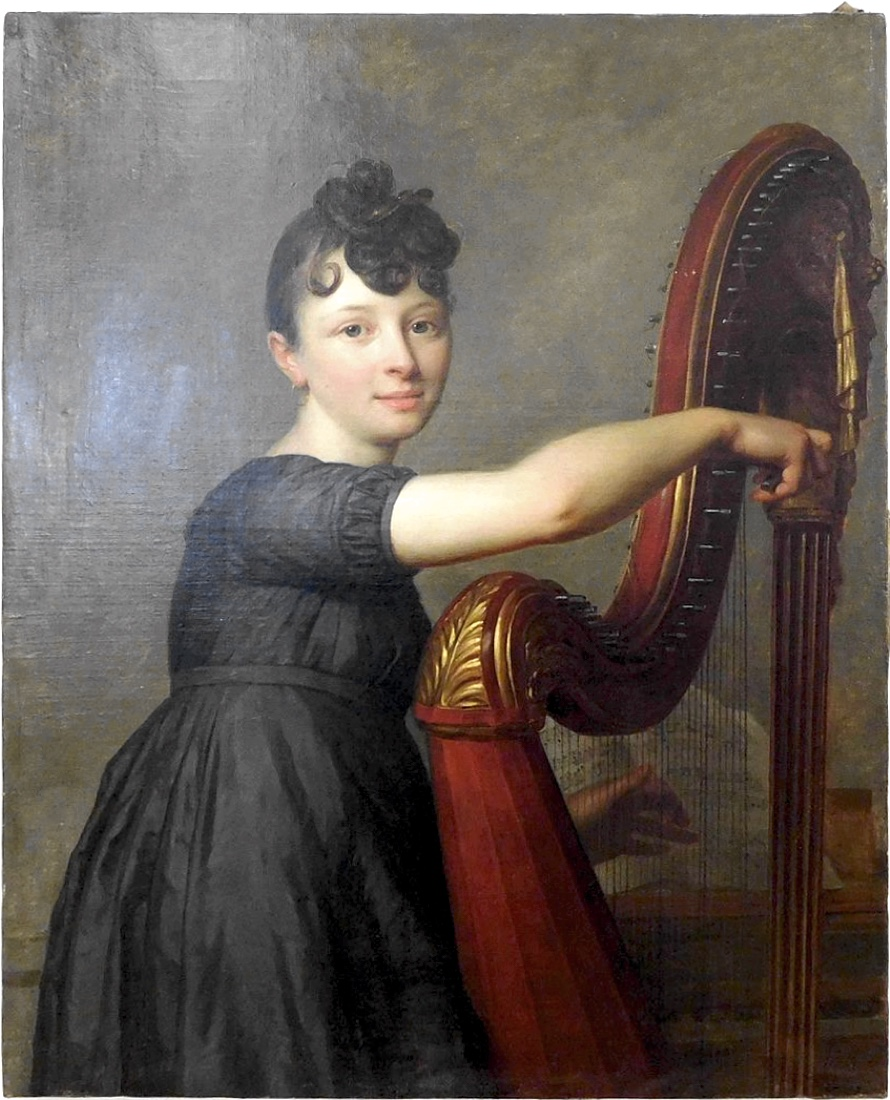
Ritratto di Mademoiselle Larmoyer come arpista, Cosne-Cours-sur-Loire, Museo della Loira